# Le Dernier des six
Pour plus de détails, voir Fiche technique et Distribution.
Le Dernier des six est un film français réalisé par Georges Lacombe pour la Continental, sorti en 1941.

## Synopsis
Six amis ont gagné au jeu. Ils décident de partager la somme, et de se séparer dans le monde entier pour la faire fructifier. Rendez-vous dans cinq ans. Au moment de se revoir, et de mettre les fortunes en commun, un inconnu tue l'un d'eux et jette son cadavre à la mer. Un deuxième est abattu, mais son cadavre disparaît. Le commissaire Wens est chargé de l'enquête. Les quatre restant sont réticents à l'aider, mais le meurtre d'un troisième membre va les faire changer d'avis. Avec son encombrante petite amie, Mila Malou, Wens va aller de surprise en surprise tout au long de ses investigations.

## Fiche technique
- Titre : Le Dernier des six
- Réalisation : Georges Lacombe
- Scénario : Henri-Georges Clouzot, d'après le roman Six hommes morts de Stanislas-André Steeman, 1930 (écriture), Librairie des Champs-Élysées (collection Le Masque), 1931 année d'édition), 251 pages, Prix du roman d'aventures 1931.
- Décors : Andrej Andrejew
- Photographie : Robert Lefebvre
- Son : William-Robert Sivel
- Musique : Jean Alfaro
- Directeur de production : André Chemel
- Production : Continental Films
- Format : son mono - noir et blanc - 35 mm  - 1,37:1
- Genre : film policier
- Durée : 90 minutes
- Date de sortie : 
  - France : 16 septembre 1941

## Distribution
- Pierre Fresnay : le commissaire Wenceslas Voroboetchik, dit Monsieur Wens
- Suzy Delair : Mila Malou
- Michèle Alfa : Lolita Gernicot
- André Luguet : Henri Senterre
- Jean Tissier : Henri Tignol
- Jean Chevrier : Jean Perlonjour
- Lucien Nat : Marcel Gernicot
- Georges Rollin : Georges "Jo" Gribbe
- Raymond Segard : Namotte
- Odette Barencey : Pâquerette (non créditée)
- Robert Vattier : l'administrateur (non crédité)
- Pierre Labry : l'inspecteur Picard (non crédité)
- Robert Ozanne : l'inspecteur Dallandier (non crédité)
- Roger Legris : le photographe (non crédité)
- Paul Demange : Fabien, le maître d'hôtel de Senterre (non crédité)
- Albert Malbert : le patron du garni (non crédité)
- Marcel Maupi : le régisseur (non crédité)
- Rivers Cadet : un inspecteur (non crédité)
- Maurice Salabert : un inspecteur (non crédité)
- Charles Vissières : le concierge (non crédité)
- Jacques Beauvais : un maître d'hôtel (non crédité)
- Martine Carol : une femme (non créditée)
- Simone Valère (figuration, non créditée)

## Autour du film
- Le rôle de Lolita devait être tenu par Marie Déa, remplacée au dernier moment par Michèle Alfa.
- Refusant de tourner une scène de music-hall qu'il jugeait superflue, Georges Lacombe rompit avec la Continental[2].
- Les personnages de Monsieur Wens et sa compagne Mila Malou réapparaîtront l'année suivante dans L'assassin habite au 21, toujours scénarisé par Henri-Georges Clouzot, qui signera en plus la réalisation.